# Darlington (Karolina Południowa)
Darlington – miasto w Stanach Zjednoczonych, w stanie Karolina Południowa, w hrabstwie Darlington.